# Aster CT-80

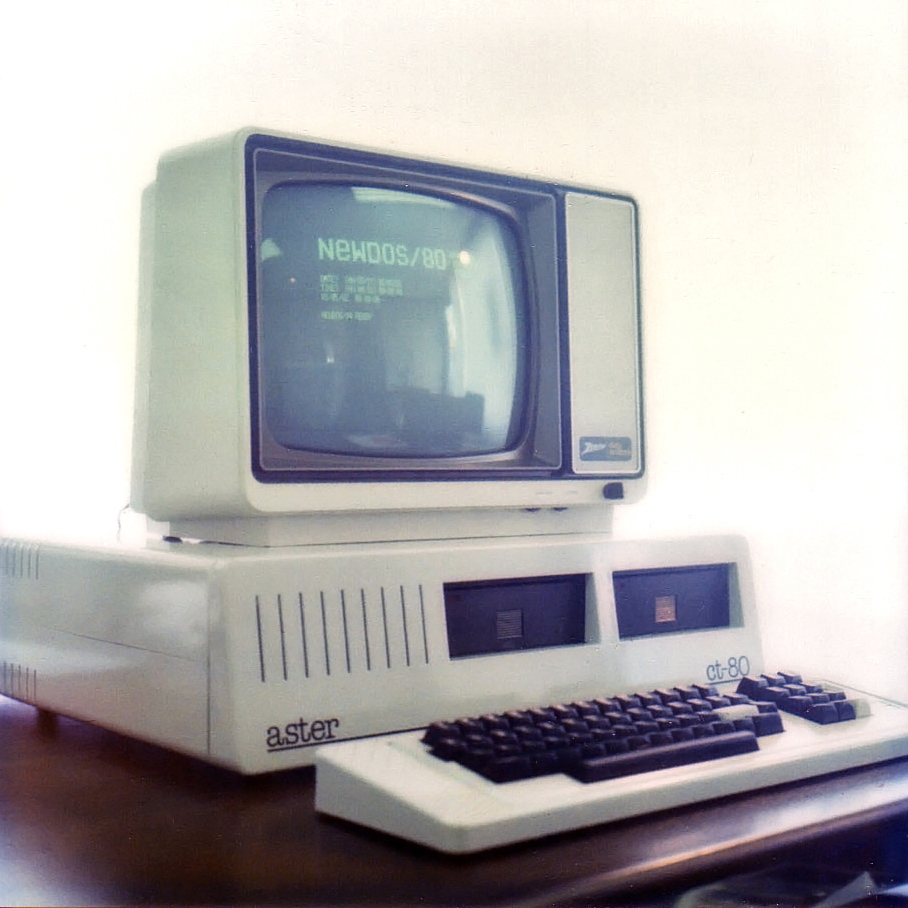
Het allereerste "bouwpakket"-model van de Aster CT-80 welke Newdos/80 draait. Duidelijk te zien is dat het 64×16 TRS-80-modescherm slechts een klein stukje van het beeldscherm gebruikt, omdat de letters even groot zijn als in de 80×25 CP/M-mode. Dat is een van de dingen die bij het herontwerp naar de commerciële versie is opgelost, daarna zijn de TRS-80-letters iets groter zodat ze het scherm vullen.

De Aster CT-80 was de eerste Nederlandse home/personal computer, ontwikkeld door het kleine bedrijf MCP (later omgedoopt in Aster Computers) en werd aanvankelijk verkocht als bouwpakket aan hobbyisten. Latere (verbeterde) versies werden kant-en-klaar verkocht. De Aster CT-80 was opgebouwd door middel van eurokaarten in een eurokaartenrek (backplane). De Aster was voor veel scholieren uit die tijd de eerste computer waar ze mee in aanraking kwamen, omdat de Nederlandse staat ze aankocht voor het informaticaonderwijs.

## Modellen
Er waren drie modellen. Het oorspronkelijke (meest geproduceerde) model zat in een platte kast (ongeveer 12 cm hoog), met achterin het eurokaartenrek en voorin de floppydiskdrives, en het had een los toetsenbord dat via een dikke kabel op een van de insteekkaarten was aangesloten. Bovenop kon de monitor geplaatst worden. Het leek sterk op de toen nog niet bestaande IBM-PC. Het tweede model was veel kleiner, aan de voorkant werd de maat bepaald door twee op elkaar gestapelde 5¼-inch floppydiskdrives en het was ongeveer 40 cm diep. De monitor moest daarom naast de computer geplaatst worden. Ook dit model had een los toetsenbord. De derde incarnatie leek nog het meest op een platte Apple ][ en had een ingebouwd toetsenbord.

## Verbeteringen ten opzichte van de TRS-80
Alle Asters werkten veel sneller dan de originele TRS-80 (4 MHz in plaats van 1,77 MHz), maar konden vanuit software naar de originele snelheid teruggeschakeld worden om beter compatibel te zijn met de TRS-80, vooral belangrijk voor spelletjes. Ook op andere gebieden was de Aster sterk verbeterd ten opzichte van het origineel en leek het veel meer op de veel later door Tandy Corporation uitgebrachte TRS-80-model III dan op de model I waarvan het afgeleid was. Zo kon het display onderkastletters weergeven en had niet te lijden van het ernstige "sneeuwprobleem" waar de TRS-80-model I onder gebukt ging. Vooral bij spellen, als er zeer veel in het videogeheugen geschreven werd, zag men dan een grote hoeveelheid witte "spetters" in het beeld als gevolg van het feit dat de model I geen "video-RAM-arbitrage logica" had. Als de CPU probeerde in het video RAM te schrijven terwijl gelijktijdig het video-RAM uitgelezen moest worden om het beeld weer te geven, leidde dat tot storingen in het beeld. Behalve onderkastletters kon de Aster ook speciale semi-grafische karakters weergeven, een beetje zoals de karakters van de PET, en de mozaïekkarakters waarmee de TRS-80 zijn lage resolutie grafische afbeeldingen kon weergeven bestond ook in een "grijstint" die verkregen werd door de blokken te "ditheren", dat wil zeggen met een "schaakbordpatroon" uit te rusten.
De floppydiskdrive-interface van de Aster was ook sterk verbeterd ten opzichte van het origineel. Niet alleen konden de floppydiskdrives van de Aster bijna tien keer zoveel data bevatten (800 K) als die van de TRS-80, ze waren ook veel sneller en bovendien betrouwbaarder, vooral vanwege een sterk verbeterde floppydiskinterface, de originele TRS-80 expansion interface bezat geen externe digitale data separator en was daarom notoir onbetrouwbaar, maar de Aster bezat deze data-separator wél. Ook kon de floppydiskcontroller van de Aster in "double data density" werken, waardoor er twee keer zoveel data op een floppy kon.

## CP/M-compatibiliteit
Het grootste pluspunt van de Aster CT-80 ten opzichte van de TRS-80 was echter wel dat hij volledige en optimale support gaf om professioneel CP/M te draaien. De in de computer ingebouwde software (we noemen het tegenwoordig de BIOS, maar die term bestond toen nog niet) had de unieke faciliteit om, indien er van een floppy geboot werd, deze floppy te bekijken om te bepalen of het een TRS-80-compatibele of een CP/M-compatibele floppy was, en dan de hele interne structuur (memory map) van de computer aan te passen om beide systemen optimaal te ondersteunen. Feitelijk was de Aster dus twee computers in een.
Daarbij werd ook het formaat van het beeldscherm aangepast. De TRS-80 gebruikte een 16-regelig tekstdisplay met 64 letters per regel, CP/M had een display nodig van 25 regels met 80 karakters per regel. Overigens was er nóg een TRS-80-kloon op de markt die deze laatste truc ook beheerste: de LOBO Max-80. De Aster kon ook dubbelbrede letters weergeven, 32 in TRS-80-modus en 40 in CP/M-modus. In deze modus was het scherm vrijwel geheel compatibel met een Videotex-terminal, men besloot daarom om de compatibiliteit daarmee nog wat te vergroten en om een derde bootdiskformaat te ondersteunen, een disk waarmee de Aster omgetoverd kon worden in een Videotex-terminal die middels zijn ingebouwde RS232 direct aangesloten kon worden op een modem.
De Aster kon CP/M ondersteunen terwijl er nog 60 van de 64K vrij bleef voor programmatuur. Andere TRS-80-klonen haalden meestal minder dan 45K omdat hun memorymap niet aangepast werd aan de behoeften van CP/M, dit maakte deze computers eigenlijk onbruikbaar voor praktisch gebruik met grote CP/M-softwarepakketten zoals WordStar.
Een andere specialiteit van de Aster was dat hij met een speciaal stuk software zijn floppydiskdrives kon aanpassen, zodat hij de CP/M-floppy's van een zeer groot scala aan andere (meer dan 80 verschillende) CP/M-systemen kon lezen. Een groot voordeel, omdat in die tijd floppydisks van andere (CP/M-)systemen niet uitwisselbaar waren met andere CP/M-systemen.

## Geschiedenis van de Aster
Aster kwam voort uit het piepkleine bedrijfje MCP (Music-print Computer Products) gevestigd op de Dam (Dijkstraat) in Arkel. MCP was oorspronkelijk opgericht als een bedrijfje dat gespecialiseerd was in het, met behulp van een gecomputeriseerde fotozetter, op schrift zetten van muziek, vandaar de naam. Maar de oprichter van MCP, Curt Roth, was zelf een computerhobbyist die besloot dat er een markt was in het voorzien van spullen aan medehobbyisten, en het bedrijf was spoedig gespecialiseerd geraakt in het verkopen van bouwpakketten aan de bloeiende computerhobbyisten. Mensen die bezig waren met het bouwen of uitbreiden van hun zelfgebouwde microprocessorsystemen. Ook bouwden ze kits op voor derden, zodat mensen zonder soldeerervaring een goedkoop alternatief hadden. Bijvoorbeeld het bouwpakket van de Junior Computer computer van Elektuur, (een "kloon" van de KIM-1) en de Sinclair ZX80 werden in groten getale opgebouwd. Ook verkocht MCP grijs geïmporteerde computersystemen zoals de Apple, de Olivetti M20, de Luxor ABC 80 en vooral de TRS-80 van Tandy. Voor deze laatste computer bouwden ze een alternatief voor zijn notoir dure en onbetrouwbare "expansion-interface". Dit in de vorm van een printje met een (verbeterde) floppydiskcontroller, en een printer interface, die kon ingebouwd worden in een zelf ontwikkelde floppydiskdrive-behuizing. als oplossing voor de geheugen uitbreiding naar 48K RAM boden ze een ombouwservice aan waarbij de in de TRS-80 aanwezige 16K-geheugenchips vervangen werden door 64K-chips. Een zodanig uitgebreide TRS-80 was een stuk goedkoper, en betrouwbaarder, dan een met een expansion-interface. Alleen een RS232-poort ontbrak dan. Als antwoord op dit gebrek besloot MCP om een alternatieve expansion-interface te ontwikkelen, met geheugen, floppydisk RS232- en printer-interfaces, maar ook met een aantal connectors voor uitbreidingskaartjes, zoals bij de Apple ][. Maar al snel kwam men tot de conclusie dat men net zo goed een complete computer kon ontwerpen.
Men bedacht dat het in navolging van de Apple een abstracte naam moest krijgen en bedacht dat het dan maar de naam van een typische Nederlandse bloem moest dragen, vandaar de naam Aster. De "CT-80" stond voor CP/M en Tandy, en het jaar van uitkomen 1980. Waarom niet voor "Tulp" werd gekozen is een raadsel, daar dit veel meer voor de hand had gelegen, maar een ander bedrijf greep later die kans wél.
Deze eerste voorloper werd ontworpen als bouwpakket. Ze verkocht goed, maar het was een typisch goedkoop hobbysysteem, en had vele mankementen. Het deelde ook veel van dezelfde tekortkomingen van de originele TRS-80. De directeur van MCP besloot daarom om een verbeterde commerciële variant te ontwikkelen die als compleet gebouwd systeem verkocht kon worden, in een zelf daarvoor ontwikkelde behuizing (het bouwpakket werd zonder behuizing verkocht), en het bedrijf te hernoemen naar Aster Computers b.v. , (een eerdere poging het bedrijf van een meer passende naam, "MCP CHIP" te voorzien was mislukt omdat het Duitse tijdschrift "CHIP" bezwaar had gemaakt). De originele ontwerper van het bouwpakket was het echter met deze gang van zaken niet eens, en vertrok. Een andere medewerker, die ook aan de alternatieve expansion-interface gewerkt had, nam het ontwerp over, en verbeterde het sterk. Toegevoegd werden onder andere een "ontsneeuw"-inrichting, een oplossing voor de te kleine letters in TRS-80-modus (zie foto), een verbeterd font met onder andere "grijze" mozaïekblokjes en speciale semi-grafische tekens om de grafische mogelijkheden wat op te peppen, en vele andere kleine verbeteringen onder andere ten bate van de betrouwbaarheid van de Cassette interface en de floppydiskcontroller. Dit alles was nodig om de Aster tot een commercieel product om te vormen. Een korte tijd werd de Aster echter nog opgebouwd met de oude eurokaarten verkocht.

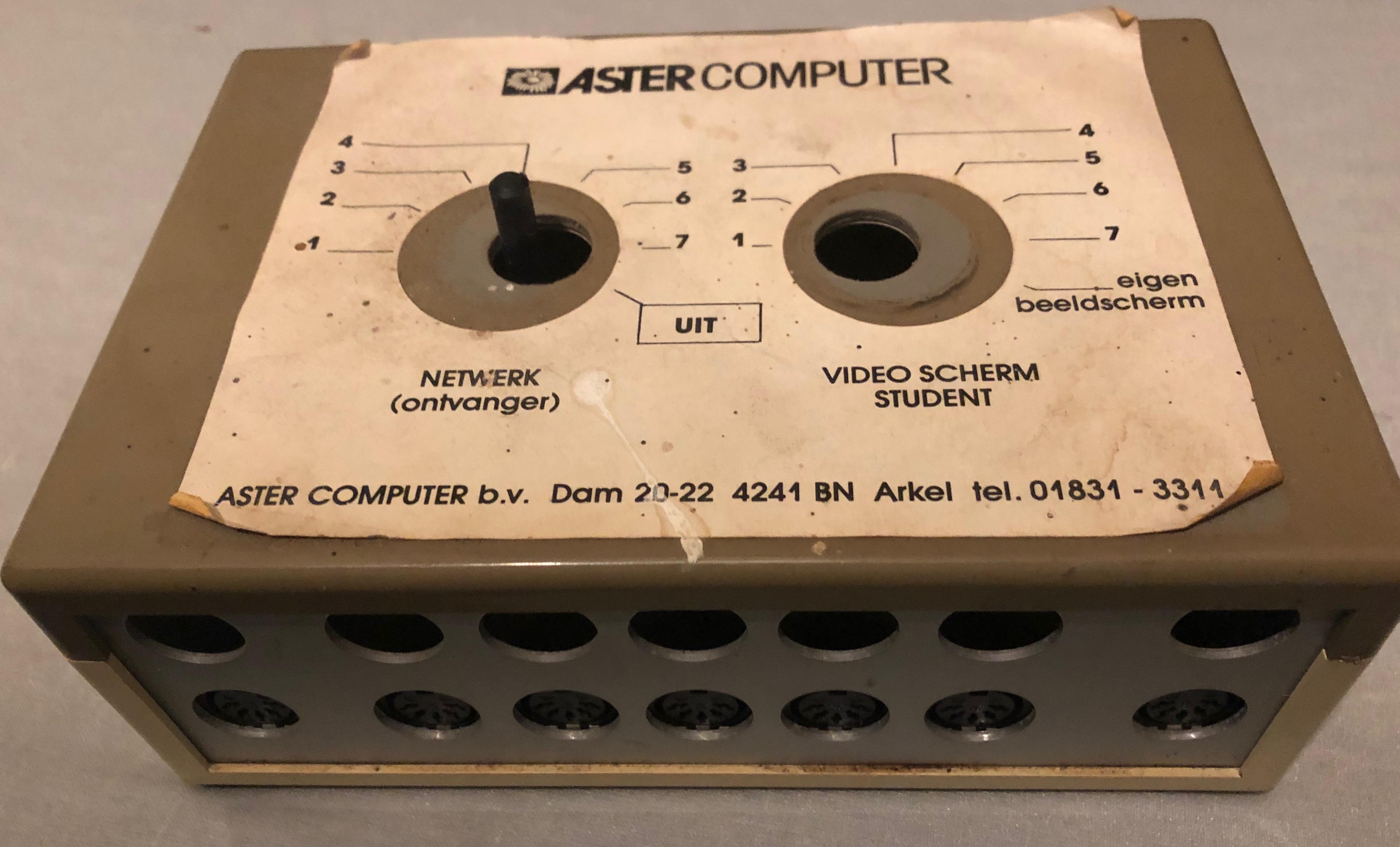

In het begin werd deze nieuwe Aster CT-80 voornamelijk aan particulieren verkocht, maar toen de Nederlandse regering een oproep deed aan Nederlandse bedrijven om een computer voor het onderwijs te ontwikkelen, was de Aster de enige die aan alle specificaties kon voldoen en die bovendien in Nederland ontwikkeld en gefabriceerd werd. Ook werd een speciaal lokaal netwerksysteem ontwikkeld zodat leerlingen software konden downloaden van het lerarensysteem dat floppy's had, en een systeem waarmee de leraar het scherm van een leerling op zijn monitor kon krijgen. Zo won Aster het recht computers te leveren voor het "Honderd scholen project". Later werden dat veel meer dan honderd scholen, in totaal zijn er ongeveer tienduizend Asters gefabriceerd voor het onderwijs. Echter halverwege kwam de regering op haar besluit terug en kreeg Philips de helft van deze order, al voldeed hun aanbod (de P2000) niet aan alle gewenste specificaties, had het geen netwerkmogelijkheid (essentieel voor scholen) en was het geen Nederlands product (het was ontwikkeld en geproduceerd in Oostenrijk).
Inmiddels was Aster Computers zó snel gegroeid dat het geen gelegenheid kreeg om zijn personeel goed op te leiden, en had het financiële problemen doordat het te zwaar moest investeren in onderdelen. Een tijdelijke schaarste aan Z80-processoren deed het bedrijf ten slotte de das om.
Een ander Nederlands bedrijf dat beter gefinancierd was, had dankzij zijn beweerde (beperkte) IBM-PC-compatibiliteit meer succes. Mogelijk ook omdat het koos voor de naam van een nóg meer typisch Nederlandse bloem, de Tulip System1 van Tulip Computers.

## Niet op de markt gekomen uitbreidingen
Om de Aster moderner te maken, zodat deze kon gaan concurreren met de inmiddels op de markt gekomen IBM-PC, besloot men om een aantal insteekkaarten te ontwikkelen waarmee de Aster omgetoverd kon worden in een 16-bit computer met uitgebreide grafische mogelijkheden, iets waar bij de conceptie van de originele Aster al rekening mee was gehouden, het was een van de redenen om voor een modulair op eurokaarten gebaseerd systeem te kiezen, en de "backplane" van het systeem hield al rekening met een 16-bit databus en tot 1 megabyte geheugen.
Als alternatief voor het zwakste punt van de TRS-80, het display, besloot men gelijk drie alternatieve videokaarten te ontwikkelen.
Voor de educatieve (en games-)markt besloot men een kleuren videokaart te ontwikkelen op basis van de Texas Instruments TMS9918 Video Display Controller, dezelfde chip die in de Texas Instruments TI-99/4 en in de later op de markt komende MSX-computers zat. Deze kon 16 kleuren weergeven, had een display van 40×24 regels, kon ook hoge-resolutie beelden weergeven (256×192) en ondersteunde "sprites".
Voor de professionele markt werd een monochrome videokaart van zeer hoge resolutie en met blitter en hardware lijnteken mogelijkheden ontwikkeld, op basis van een zeer geavanceerde NEC-chip. Met de juiste monitor konden beelden tot 1024×768 pixels weergegeven worden. Ideaal voor bijvoorbeeld CAD/CAM-werk.
Ten slotte werd een kleuren tekst modus videokaart ontwikkeld met hi-res-mogelijkheden, die toch TRS-80-compatibel was.
Deze kon ook hoge resolutie beelden weergeven (640×300 in zestien kleuren) en kon zestien lettertypen (fonts) tegelijk aan bij een 80×25 tekstscherm, ook weer in zestien voorgrond- en achtergrondkleuren.
Dit alles kon door een uniek ontwerp. Omdat het video RAM (het RAM voor de 80×25 tekens) niet 8, maar 12 bits breed was, kon het karakters niet uit een set van slechts 256, maar uit een set van maar liefst 2048 verschillende karakters kiezen. Ook had het parallel daaraan een 2K-kleurgeheugen (vergelijkbaar met de latere Sinclair Spectrum) en ten slotte was de karakterset (2048 karakters, met 8×12 pixels per karakter) niet in ROM geplaatst, maar in een speciaal stuk RAM. Hierdoor was het niet alleen mogelijk om een beeldscherm te vullen met 80×25 karakters uit 16 verschillende fonts en met zestien verschillende voor- en achtergrondkleuren, maar middels een slimme truc kon zo ook een high-resolution-scherm opgebouwd worden met speciale mogelijkheden, namelijk door het gewone video-RAM te vullen met de karakters van 0 tot en met 1999 (80×24 = 2000) en dan het karakterset-RAM te gebruiken als high-resolution-RAM. Hierdoor verkreeg men een scherm waar elk pixel aan- of uitgezet kon worden (in het karakter-RAM) en waarbij per 8×12-gebied uit zestien voorgrond- en zestien achtergrondkleuren gekozen kon worden. Op die manier was ook het snel scrollen en pannen van het beeld veel beter dan normaal mogelijk, alsmede sprite-achtige mogelijkheden. Dit kon simpelweg door niet het high-resolution-RAM te manipuleren, maar het karakter-RAM, hetgeen veel efficiënter was. Geen enkele andere computer gebruikte een dergelijke oplossing voor het probleem om grote hoeveelheden videodata efficiënt te kunnen manipuleren met een relatief langzame processor. Als deze videokaart op de markt gekomen was, dan was ze waarschijnlijk superieur geweest aan alles wat op dat moment op de markt was.
Bovendien kon het beeldscherm dus ook gebruikt worden op een met TRS-80-software compatibele manier, maar met de mogelijkheid om eenvoudig kleur toe te passen.
Men had plannen voor de productie van een interfacekaart voor een harde schijf en ook over een geheel nieuwe, goedkope, "single board" computer werd nagedacht, omdat de Aster door zijn industriële opbouw vrij duur was.
Ten slotte werd er gewerkt aan een vervanger voor de originele Z80-processor in de vorm van een Intel 8086-kaart met daarop ook 512K 16-bitgeheugen. Deze moest kunnen samenwerken met de Z80, zodat de nieuwe Aster zowel TRS-DOS als MS-DOS kon draaien.
De plannen werden geannuleerd omdat Aster Computers failliet ging.